# Juno Awards 2014
Die Juno Awards 2014 wurden in Winnipeg, Manitoba vom 29. bis 30. März 2014 vergeben. Die Hauptveranstaltung fand im MTS Centre statt und wurde von CTV übertragen.

## Planung
Im Oktober 2012 verkündete die CARAS, dass sie Winnipeg als Veranstaltungsort für die 2014er Ausgabe der Juno Awards ausgewählt habe. Winnipeg war bereits 2005 Ausrichter der Preisverleihung. Bekannt war, dass sich Victoria, British Columbia ebenfalls beworben hatte.

## Veranstaltungen
Die Juno Week begann am 24. März 2014 und umfasste unter anderem folgende Veranstaltungen:
- 28.–29. März – JunoFest (diverse Konzerte)
- 28. März – Juno Cup Benefiz-Hockey-Spiel im MTS Iceplex
- 29. März – Gala für geladene Gäste im RBC Convention Centre
- 30. März – Hauptveranstaltung im MTS Centre

### Fernsehübertragung
Die Show wurde von Classified, Johnny Reid und Serena Ryder moderiert. Classified und Ryder traten mit einem gemeinsamen Song auf.
Auftritte gab es von:
- Gord Bamford
- Dean Brody
- Classified
- Brett Kissel
- Matt Mays
- Sarah McLachlan
- OneRepublic
- Serena Ryder
- The Sheepdogs
- Tegan and Sara
- Walk Off the Earth

Dallas Green (City and Colour) verzichtete auf seinen Auftritt, um den Platz für neue Talente freizumachen.
Robin Thicke sollte eigentlich auftreten, sagte jedoch kurz vorher ab, da er über Stimmprobleme klagte.

## Gewinner und Nominierungen
Der Allan Waters Humanitarian Award ging an Chantal Kreviazuk und Raine Maida. Frank Davies erhielt den Walt Grealis Special Achievement Award für seine Arbeit in der Musikindustrie. Bachman-Turner Overdrive wurden in die Canadian Music Hall of Fame aufgenommen, die Laudatio hielt Astronaut Chris Hadfield.
Die Nominierungen wurden am 4. Februar 2014 bekannt gegeben.

### Personen
| Artist of the Year | Group of the Year |
| --- | --- |
| Serena Ryder - Celine Dion - Drake - Michael Bublé - Robin Thicke | Tegan and Sarah - Arcade Fire - Blue Rodeo - Hedley - Walk Off the Earth |
| Breakthrough Artist of the Year | Breakthrough Group of the Year |
| Brett Kissel - Florence K - Tim Hicks - Tyler Shaw - Wake Owl | A Tribe Called Red - Autumn Hill - Born Ruffians - Courage My Love - July Talk |
| Fan Choice Award | Songwriter of the Year |
| Justin Bieber - Arcade Fire - Avril Lavigne - Celine Dion - Drake - Hedley - Michael Bublé - Robin Thicke - Serena Ryder - Walk Off the Earth | Serena Ryder – Stompa, What I Wouldn't Do aus Harmony von Serena Ryder; When You Know (feat. Serena Ryder) aus Learning to Lose Control von Matt Epp & The Amorian Ensemble - Arcade Fire – Afterlife, Here Comes the Night Time, Reflektor aus Reflektor von Arcade Fire - Henry Cirkut Walter – Roar aus Prism von Katy Perry; Timber aus Global Warming: Meltdown von Pitbull; Wrecking Ball aus Bangerz von Miley Cyrus - Ron Sexsmith – Deepens with Time, Nowhere to Go, Snake Road aus Forever Endeavour von Ron Sexsmith - Tegan and Sara Quin – Closer, I Was a Fool, Now I'm All Messed Up aus Heartthrob von Tegan and Sara                  |
| Producer of the Year | Recording Engineer of the Year |
| Henry Cirkut Walter – Wrecking Ball aus Bangerz von Miley Cyrus; Give It 2 U from Blurred Lines von Robin Thicke - Brian Howes und Jacob Hoggard – Anything, Crazy for You aus Wild Life von Hedley - Eric Ratz – Sweet Mountain River, The Lion aus Furiosity von Monster Truck - Ryan Guldemond und Ben Kaplan – Let's Fall in Love, Bit by Bit aus The Sticks von Mother Mother - Thomas Tawgs Salter – This Is the Best aus Advanced Basics von USS; Red Handsaus R.E.V.O. von Walk Off the Earth | Eric Ratz – Sweet Mountain River, The Lion aus Furiosity von Monster Truck - David Travers-Smith – Dancing in the Dark aus These Wilder Things von Ruth Moody; Flabbergasp aus The Opposite of Everything von Jaron Freeman-Fox - Howie Beck – Robotic aus Hannah Georgas von Hannah Georgas; Red Hands aus R.E.V.O. von Walk Off the Earth - Kevin Churko – The Wrong Side of Heaven aus The Wrong Side of Heaven and the Righteous Side of Hell, Volume 1 von Five Finger Death Punch; Stardust aus Lux von Gemini Syndrome - Randy Staub – Hollow aus The Devil Put Dinosaurs Here von Alice in Chains; Be My Baby aus To Be Loved von Michael Bublé |

### Alben
| Album of the Year | Aboriginal Album of the Year |
| --- | --- |
| Arcade Fire, Reflektor - Celine Dion, Loved Me Back to Life - Drake, Nothing Was the Same - Michael Bublé, To Be Loved - Serena Ryder, Harmony | George Leach, Surrender - Amanda Rheaume, Keep a Fire - Desiree Dorion, Small Town Stories - Inez Jasper, Burn Me Down - Nathan Cunningham, Road Renditions |
| Adult Alternative Album of the Year | Adult Contemporary Album of the Year |
| Ron Sexsmith, Forever Endeavour - A. C. Newman, Shut Down the Streets - Basia Bulat, Tall Tall Shadow - Hayden, Us Alone - The Sadies, Internal Sounds | Johnny Reid, A Christmas Gift to You - Alysha Brilla, In My Head - Celine Dion, Loved Me Back to Life - Chloe Albert, Dream Catcher - Coral Egan, The Year He Drove Me Crazy |
| Alternative Album of the Year | Blues Album of the Year |
| Arcade Fire, Reflektor - Rah Rah, The Poet's Dead - Royal Canoe, Today We're Believers - The Darcys, Warring - Yamantaka // Sonic Titan, UZU | Downchild, Can You Hear the Music - David Gogo, Come on Down - Harrison Kennedy, Soulscape - James Buddy Rogers, My Guitar's My Only Friend - MonkeyJunk, All Frequencies |
| Children’s Album of the Year | Classical Album of the Year – Solo or Chamber Ensemble |
| Helen Austin, Colour It - Charlie Hope, Sing As We Go! - Gary Rasberry, What's the Big Idea?!? - Marie-Claude, Mon coffret à surprises - Splash’N Boots, Coconuts Don't Fall Far From the Tree | James Ehnes, Prokofiev Complete Works for Violin - Jan Lisiecki, Chopin: Études Op. 10 & 25 - Janina Fialkowska / The Chamber Players of Canada, Mozart: Concertos Nos. 13 & 14 - Louis Lortie, Liszt at The Opera - Stewart Goodyear, Beethoven: The Complete Piano Sonatas |
| Classical Album of the Year – Large Ensemble or Soloist(s) with Large Ensemble Accompaniment | Classical Album of the Year – Vocal or Choral Performance |
| James Ehnes, Britten & Shostakovich: Violin Concerti - Angela Hewitt, Mozart: Piano Concertos Nos. 17 & 27 - Nadina Mackie Jackson and Guy Few with Group of 27, Canadian Concerto Project, Volume One - Tafelmusik Baroque Orchestra, House of Dreams - Toronto Symphony Orchestra, Rachmaninoff: Symphonic Dances & Stravinsky: The Rite of Spring | Marie-Nicole Lemieux & André Gagnon, Lettres de Madame Roy à sa fille Gabrielle - Group of 27, Eric Paetkau – conductor, Shannon Mercer – soprano, Berlioz: Les nuits d'été – Palej : The Poet & the War – Rorate Coeli - Isabel Bayrakdarian, Ravel, Sayat-Nova & Kradjian: Troubadour & the Nightingale - Pacific Baroque Orchestra, Alexander Weimann, Owen Willets, Karina Gauvin, Allyson McHardy, Amanda Forsythe, Nathan Berg, Handel: Orlando, HWV 31 - Vancouver Chamber Choir, A Quiet Place: Music for Healing III |
| Contemporary Christian/Gospel Album of the Year | Country Album of the Year |
| Tim Neufeld, Trees - Fraser Campbell, Search the Heavens - Jordan Raycroft, Jordan Raycroft - The City Harmonic, Heart - The High Bar Gang, Lost & Undone: A Gospel Bluegrass Companion | Dean Brody, Crop Circles - Brett Kissel, Started with a Song - Gord Bamford, Country Junkie - Small Town Pistols, Small Town Pistols - Tim Hicks, Throw Down |
| Electronic Album of the Year | Francophone Album of the Year |
| Ryan Hemsworth, Guilt Trips - A Tribe Called Red, Nation II Nation - Blue Hawaii, Untogether - Graze, Graze - Noah Pred, Third Culture | Karim Ouellet, Fox - Alex Nevsky, Himalaya mon amour - Damien Robitaille, Omniprésent - Daniel Bélanger, Chic de ville - Pierre Lapointe, Punkt |
| Instrumental Album of the Year | International Album of the Year |
| Esmerine, Dalmak - Colin Stetson, New History Warfare Vol. 3: To See More Light - Mahogany Frog, Senna - Petr Cancura, Down Home - The Peggy Lee Band, Invitation | Bruno Mars, Unorthodox Jukebox - Eminem, The Marshall Mathers LP 2 - Imagine Dragons, Night Visions - One Direction, Take Me Home - Pink, The Truth About Love |
| Contemporary Jazz Album of the Year | Traditional Jazz Album of the Year |
| Christine Jensen Jazz Orchestra, Habitat - Brandi Disterheft, Gratitude - Darcy James Argue’s Secret Society, Brooklyn Babylon - Earl MacDonald, Mirror of the Mind - Trifolia, Le refuge | Mike Downes, Ripple Effect - Carn Davidson 9, Nine - Ian McDougall 12-tet, The Ian McDougall 12tet LIVE - John MacLeod & His Rex Hotel Orchestra, Our Second Set - Phil Dwyer and Don Thompson, Look for the Silver Lining |
| Vocal Jazz Album of the Year | Metal/Hard Music Album of the Year |
| Mike Rud, Notes On Montréal ft. Sienna Dahlen - Amy McConnell & William Sperandei, Stealing Genius - Erin Propp with Larry Roy, Courage, My Love - Matt Dusk, My Funny Valentine – The Chet Baker Songbook - Sonia Johnson, Charles Biddle Jr. & Annie Poulain, Triades                                                                              | Protest the Hero, Volition - Anciients, Heart of Oak - Gorguts, Colored Sands - KEN mode, Entrench - The Flatliners, Dead Language |
| Pop Album of the Year | Rock Album of the Year |
| Tegan and Sara, Heartthrob - Hedley, Wild Life - Michael Bublé, To Be Loved - Robin Thicke, Blurred Lines - Walk Off the Earth, R.E.V.O. | Matt Mays, Coyote - Headstones, Love + Fury - Matthew Good, Arrows of Desire - Monster Truck, Furiosity - Three Days Grace, Transit of Venus |
| Roots & Traditional Album of the Year – Solo | Roots & Traditional Album of the Year – Group |
| Justin Rutledge, Valleyheart - Daniel Romano, Come Cry with Me - David Francey, So Say We All - Donovan Woods, Don't Get Too Grand - Lindi Ortega, Tin Star | The Strumbellas, We Still Move On Dance Floors - Lee Harvey Osmond, The Folk Sinner - Little Miss Higgins & The Winnipeg Five, Bison Ranch Recording Sessions - The Devin Cuddy Band, Volume One - The Wilderness of Manitoba, Island of Echoes |
| World Music Album of the Year | |
| David Buchbinder & Odessa/Havana, Walk to the Sea - Adonis Puentes, Sabor A Café - Azam Ali and Loga R. Torkian, Lamentation of Swans – A Journey Towards Silence - Kobo Town, Jumbie in the Jukebox - The Lemon Bucket Orkestra, Lume, Lume | |

### Lieder und Aufnahmen
| Single of the Year | Classical Composition of the Year |
| --- | --- |
| Tegan and Sara, Closer - Arcade Fire, Reflektor - Classified ft. David Myles, Inner Ninja - Michael Bublé, It's a Beautiful Day - Serena Ryder, What I Wouldn't Do                  | Allan Gordon Bell, Field Notes from Gravity and Grace - James O’Callaghan, Isomorphia for Orchestra and Electronics from Mahler Symphony 9 - R. Murray Schafer, Quatuors à cordes No. 12 from Quatuor Molinari - Stephen Chatman, Magnificat from Magnificat: Songs of Reflection - Tim Brady, Atacama: Symphonie No. 3 from Atacama: Symphonie No. 3 |
| Dance Recording of the Year | R&B/Soul Recording of the Year |
| Armin van Buuren & Trevor Guthrie, This Is What It Feels Like - deadmau5, > album title goes here < - DVBBS & Borgeous, Tsunami - Jacynthe, Locked Down - Mia Martina, Heartbreaker | JRDN ft. Kardinal Offishall, Can't Choose - Joanna Borromeo, Kaleidoscope - Kim Davis, There's Only One - Melanie Durrant, Gone - The Weeknd, Kiss Land |
| Rap Recording of the Year | Reggae Recording of the Year |
| Drake, Nothing Was the Same - Classified, Classified - Rich Kidd, In My Opinion - Shad, Flying Colours - SonReal, Everywhere We Go                                                  | Exco Levi & Kabaka Pyramid, Strive - Akustix, Mandela - Ammoye, Baby It's You - Dru, Love Collision - Dubmatix, Rebel Massive |

### Weitere
| Recording Package of the Year | Video of the Year |
| --- | --- |
| Arts & Crafts: 2003-2013 – Arts & Crafts, Various Artists:Robyn Kotyk (art director/designer/illustrator), Petra Cuschieri, Justin Peroff (designers) - Bones – Bodhi Jones: Ian Grais and Chris Staples (art directors), Sofia Pona, Kim Ridgewell, Lisa Nakamura (designers), Ben Tour (illustrator) - Lullabies and Wake-Up Calls – Dinah Thorpe :Jayme L. Spinks (art director/designer), Janet Kimber (photographer) - White Paint – Hollerado: Menno Versteeg (art director), Anne Douris (designer), Annie Murphy (photographer) - La Mort Pop Club – We Are Wolves: Vincent Lévesque and Alex Ortiz (art director/designer/illustrator/photographer) | Feeling Good – The Sheepdogs: Matt Barnes - Je t'aime comme tu es – Daniel Bélanger:Agathe Bray-Bourret - Friend of Mine – D-Sisive: Briin 'Briin?' Bernstein & Daniel AM Rosenberg - Anything – Hedley:John Poliquin - King and Lionheart – Of Monsters and Men: WeWereMonkeys |